# Le Voleur de lumière (film)
Pour les articles homonymes, voir Le Voleur de lumière.
Pour plus de détails, voir Fiche technique et Distribution.
Le Voleur de lumière (Svet-Ake) est un film franco-germano-belgo-néerlando-kirghiz réalisé par Aktan Arym Kubat, sorti en 2010.

## Synopsis
Dans un village perdu du Kirghizistan, un électricien vient en aide aux habitants les plus démunis.

## Fiche technique
- Titre original : Svet-Ake
- Titre français : Le Voleur de lumière
- Réalisation : Aktan Arym Kubat
- Scénario : Talip Ibraimov et Aktan Arym Kubat
- Directeur de la photographie : Khasanbek Kydyraliyev
- Musique : Andre Matthias
- Montage : Petar Markovic
- Sociétés de production : Asap Films, Pallas Film, Mans Film, Volya Films
- Pays d'origine :  Kirghizistan,  France,  Allemagne,  Belgique,  Pays-Bas
- Langue originale : kirghuize
- Format : couleur - 1.85:1 – 35 mm - Dolby
- Genre : drame
- Durée : 1h16 minutes
- Date de sortie : 2010

## Distribution
- Aktan Arym Kubat : Svet-ake
- Taalaïkan Abazova : Bermet
- Askat Sulaimanov : Bekzat
- Asan Amanov : Esen
- Stanbek Toichubaev : Mansur